# Stadio José Nasazzi
Lo stadio José Nasazzi (in spagnolo: Estadio José Nasazzi) è un impianto sportivo di Montevideo, la capitale dell'Uruguay. Ha una capienza complessiva di circa 10 000 spettatori, sebbene attualmente sia omologato solamente per 5 002, e ospita le partite interne del Club Atlético Bella Vista. È intitolato al Mariscal José Nasazzi, capitano del Bella Vista e della Celeste campione olimpica nel 1924 e nel 1928 e campione del Mondo nel 1930.
Sorge nel quartiere del Prado, a pochi metri da altri due stadi cittadini, il Parque Saroldi del River Plate di Montevideo e lo stadio Parque Vieira del Montevideo Wanderers.

## Storia
Il terreno di gioco fu inaugurato nel 1931 sebbene fosse sprovvisto di tribune e spalti. Nel 1933, con il passaggio del Mariscal Nasazzi al Nacional furono realizzate le prime opere per la costruzione delle platee. A finanziarle fu proprio lo stesso Nasazzi, il quale donò la sua percentuale per il trasferimento al Nacional, circa 800 pesos uruguaiani, affinché venissero costruite le tribune dello stadio della sua ormai ex-squadra. In segno di gratitudine l'impianto fu ribattezzato Parque Nasazzi, sebbene il Mariscal difendesse i colori di una squadra rivale del Bella Vista.